# Darío Rubén Quintana Muñiz
Dario Rubén Quintana Muñiz, O.A.R. (Buenos Aires, 4 de fevereiro de 1971) é um religioso católico romano argentino e nomeado prelado de Cafayate.

## Vida
Dario Rubén Quintana ingressou na Ordem dos Agostinianos Recoletos e recebeu o Sacramento da Ordem em 17 de maio de 1997 através do Prelado de Marajó, José Luis Azcona Hermoso, O.A.R..
Além de várias tarefas na pastoral paroquial, atuou na pastoral vocacional de sua ordem e como reitor do Colégio de San José na Diocese de San Martín. Foi também membro do grupo de animadores do sínodo diocesano da Arquidiocese de Buenos Aires. Até sua nomeação como bispo auxiliar, foi pároco de San Martín e prior do seminário de San Ezequiel Moreno.
Em 5 de novembro de 2019, o Papa Francisco o nomeou Bispo Titular de Bavagaliana e Bispo Auxiliar em Mar del Plata. O Bispo de Mar del Plata, Gabriel Antonio Mestre, o consagrou em 28 de dezembro do mesmo ano . Co -consagradores foram seu antecessor Antonio Marino e o prelado emérito do Marajó, José Luis Azcona Hermoso, O.A.R..
O Papa Francisco o nomeou Prelado Cafayate  em 21 de abril de 2022.